# Сабатина Джеймс
Сабатина Джеймс, також Сабатина (нар. 1982 року в Дхадарі, Пакистан) — австрійська письменниця пакистанського походження. Її твори є автобіографічними і детально описують її перехід від ісламу до римо-католицизму.

## Раннє життя
Сабатина Джеймс до десятирічного віку жила як мусульманка зі своєю родиною в місті Дхадар, Пакистан, поки її родина не переїхала у Лінц, Австрія. Сабатина швидко інтегрувалась і асимілювалась в австрійському суспільстві. Її батьки були незадоволені цим, оскільки вони сприймали Австрію як тимчасове місце проживання. Оскільки обмеження щодо їх дочки вже не діяли, сім'я вирішила відправити Сабатину до Лахора, щоб видати її заміж за її кузена. Батьки залишили її в Пакистані, де вона мусила ходити до медресе. Джеймс спочатку погодилася на шлюб зі своїм двоюрідним братом, щоб повернутися до Австрії. Опинившись в Австрії, вона відмовилася одружитися з ним. Її родина погрожувала її вбити, тому вона була змушена сховатися і взяти нове ім'я. Це призвело до розриву з родиною.

## Втеча
Щоб вижити, вона працювала в кафе в Лінці, ночуючи в притулку. Батьки переслідували її і наказували їй одружитися. Друзі допомогли Джеймс виїхати до Відня. Там вона почала нове життя, змінивши своє ім'я та перейшовши у католицизм. Джеймс написала книгу про цей досвід, а її батьки подали до суду за наклеп. Суд виніс рішення на її користь. Вона була охрещена в 2003 році.

## Кар'єра
Джеймс є послом для утвердження прав жінок Terre des Femmes і є прихильницею католицизму. З 2006 року її організація бореться за рівноправність жінок-мусульманок.

## Твори
- Сабатина. Від ісламу до християнства — смертний вирок, 2003.
- Ти помреш за своє щастя. Попався між двома світами, 2004.
- Сльоза весілля, 2006 рік.
- Моя боротьба за віру і свободу, 2010 р., ISBN 9781607477181.
- Тільки правда робить нас вільними: Моє життя між ісламом та християнством, Патлох, 12 вересня 2011 року, ISBN 3629023088.